# Massalavés
Massalavés – gmina w Hiszpanii, w prowincji Walencja, we wspólnocie autonomicznej Walencja, o powierzchni 7,48 km². W 2011 roku liczyła 1640 mieszkańców.